# Région de l'Anatolie orientale

La région d'Anatolie orientale en Turquie

La région de l'Anatolie orientale (en turc Doğu Anadolu Bölgesi) est une des sept régions de Turquie et regroupe les provinces orientales du pays. Elle est bordée à l'ouest par la région de l'Anatolie centrale, au nord par la région de la mer Noire, à l'est par l'Arménie, le Nakhitchevan et l'Iran, et au sud par le Kurdistan du Sud et la région de l'Anatolie du sud-est. 
Elle couvre 171 061 km2 soit 21 % de la superficie totale de la Turquie. La région compte 5 752 000 habitants soit environ 8 % de la population du pays. La région de l'Anatolie orientale constitue la deuxième région quant à la superficie mais est la moins peuplée de la Turquie.

## Histoire
Avant 1915, la région, qui correspond globalement à ce qui est alors appelé Arménie occidentale comportait une importante population arménienne, cohabitant avec des populations kurdes, turques, et grecques dans une moindre mesure. Lors des années 1890, la révolte de Sassoun s'étend à la région. Les arméniens, avec l'appui des pays occidentaux, réclament un traitement égalitaire avec celui des musulmans habitant la région, aussi bien en termes d'impôts que de droits à participer à la vie administrative. Abdülhamid II, qui gouverne alors la région et le reste de l'Anatolie, cède aux pressions conjointes de la diplomatie étrangère et du parti arménien Hintchak, et émet un décret promulguant les « réformes arméniennes » le 17 octobre 1895. Une partie de la population musulmane, principalement kurde, craignant alors l'autonomie des Arméniens et l'exode que cela impliquerait, se lance, souvent avec l'appui des autorités locales, dans des pogroms qui font un nombre important de victimes, et jettent le chaos dans la région. Les chiffres concernant ces massacres hamidiens varient selon les sources entre 30 000 et 300 000 victimes, et font état de 300 000 autres personnes réduites à la misère. 
En mai 1915, Talaat Pacha, du mouvement Jeunes-Turcs ordonne le génocide des arméniens d'Anatolie et du haut-plateau arménien, et plus particulièrement des six vilayets arméniens, dont la localisation correspond grossièrement à la région d'Anatolie orientale. 
À la chute de l'Empire Ottoman en 1923, le Traité de Lausanne donne à l'Anatolie orientale ses frontières actuelles.

## Provinces

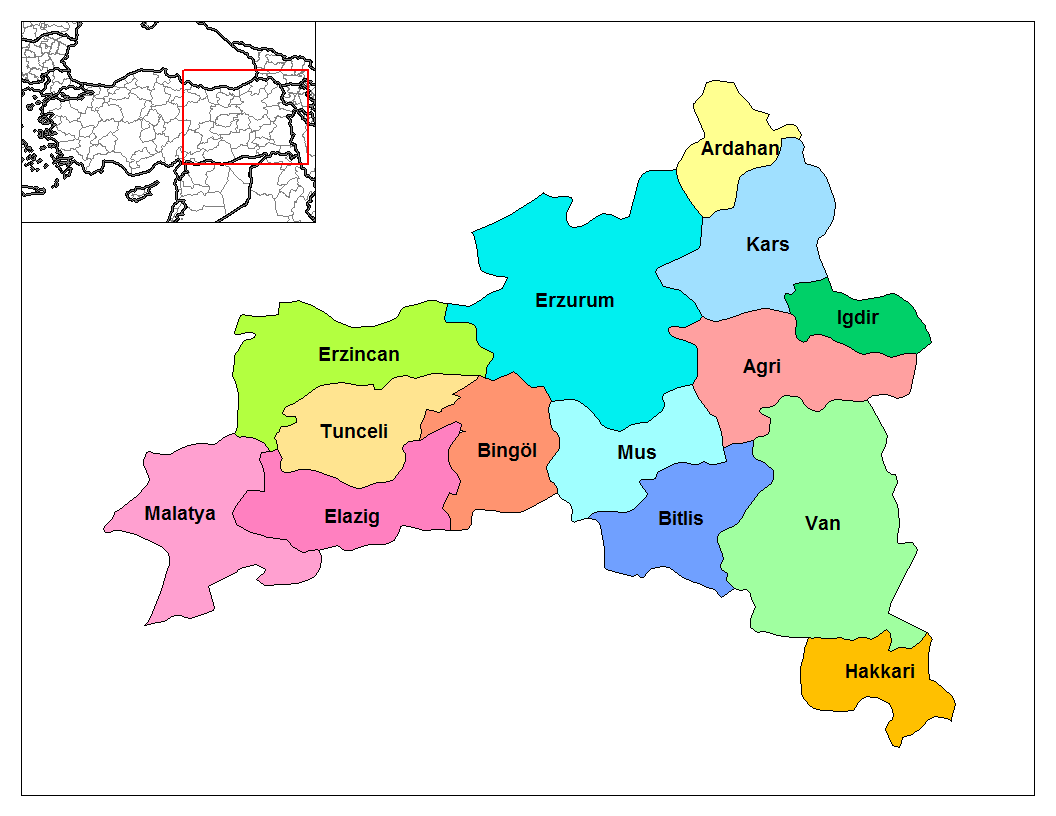
Les provinces de la région.

- Ağrı
- Ardahan
- Bingöl
- Bitlis
- Elazığ
- Erzincan
- Erzurum
- Hakkari
- Iğdır
- Kars
- Malatya
- Muş
- Tunceli
- Van